# Viracocha Inca
Viracocha (du quechua Wiraqucha) est le huitième souverain inca. Il règne dans la première moitié du XVe siècle. Avant son avènement, il s’appelle Hatun Túpac. 
D’après la théorie d'une organisation diarchique impériale, Viracocha Inca co-règne avec le souverain de la moitié basse, ou Hurin, du territoire, Lloque Yupanqui. 
Selon l'historien et anthropologue américain John Howland Rowe, son règne dure de 1410 à 1438.

## Biographie
Après le meurtre de Yahuar Huacac il est difficile de choisir un héritier puisque plusieurs de ses frères sont assassinés à ses côtés.
Viracocha n’est pas le fils de Yahuar Huacac; cependant, il est présenté comme tel car il appartient à la même dynastie que son prédécesseur: les Hanan Cuzco,.

### Débuts
Le désordre qui s’est installé à la suite du régicide de Yahuar Huacac permet aux puissants Chancas de reconquérir le fleuve Apurimac. Le peu qui est resté de la famille de Yahuar Huacac est connu sous le nom d’Aucaylli panaca. Sans un candidat clair à la succession, les autres panacas (lignages) se réunissent pour prendre une décision. Quelques-uns proposent de mettre de côté la position de Sapa Inca et de laisser des membres éminents de l’administration prendre le pouvoir, tandis que d’autres soutiennent que sans un chef, tout le territoire gagné serait perdu. Alors que la conversation devient intense, une femme propose Hatun Tupac, le neveu de l’ancien souverain, arguant qu’il le mérite,.

## Règne
Une fois Sapa Inca, Hatun Tupac prend le nom de Viracocha Inca, supposément à cause d’un rêve qu’il aurait eu du dieu Viracocha, et probablement aussi pour renforcer sa légitimité. Son couronnement est assisté par tous les kurakas (seigneurs locaux) soumis, comme le veut la tradition, ainsi que par certaines nations voisines. Le plus important de ces invités est le chef de la seigneurie de Colla, Chuchi Capac, qui ramène une grande multitude de serviteurs et de litières.
D'après John Rowe, son règne dure de 1410 à 1438. Selon José Antonio del Busto, les règnes de Inca Roca, Yahuar Huacac, et Viracocha Inca ont lieu entre 1370 à 1424. Il est généralement admit qu'il règne vers la première moitié du XVe siècle.
Le nouveau souverain choisit comme femme principale, ou Qoya, Mama Runtu, fille du seigneur d’Anta, avec laquelle il a ses fils Cusi Yupanqui et Capac Yupanqui, entre autres. La Qoya est dotée d’une personnalité timide, ce qui fait que, malgré sa position, elle est incapable d’influencer le gouvernement de son conjoint de la même manière que le font ses concubines, et en particulier Curi Chulpa, de l’ayllu de Sahuasera, avec laquelle Viracocha va avoir Inca Urco, le fils préféré du monarque, et Inca Socso, qui gouverne le lignage de son père : Socso Panaca,.

### Campagnes militaires
Viracocha envahit les vallées de Yucay et de Calca, qui sont rapidement conquises. Puis il réprime une révolte dirigée par Pacaycacha dans la vallée de Pisac. Ce soulèvement dans les environs de Cuzco a servi d’opportunité pour les seigneuries de Muyna et de Pinahua, anciens ennemis des incas, pour se révolter à nouveau, cette fois-ci avec le soutien des peuples Rondocancha et de Casacancha, et puis suit des attaques des Ayarmacas et des Guaypomarcas. Cependant, tous ces peuples sont vaincus grâce au commandement militaire de Wikakiraw et d’Apu Maita,,.
Les gens de Caytomarca se révoltent également contre Viracocha en maltraitant l’un des messagers incas et en disant que le Sapa Inca serait fou de croire qu’ils se soumettraient à son pouvoir et qu’ils ne le craignent pas. Ainsi ils se sont fortifiés sur la rivière Urubamba afin d’attendre les forces incas qui arrivent de Calca. Quand la bataille commence, les deux côtés se sont lancé des pierres l’un sur l’autre à l'aide d'élingues, accompagnés de cris forts, et cela pendant deux jours d'affilée. Puis, une nuit, Viracocha ordonne qu’une pierre soit chauffée au-dessus d’un feu, enveloppée dans un tissu et mise dans une fronde. Le souverain lance alors le projectile enflammé avec une telle force qu’il met instantanément le feu à un toit. Tandis que les gens quittent leurs maisons, une vieille femme prétend avoir vu la pierre tomber du ciel, l’interprétant comme un signe de rétribution divine pour leurs actions rebelles. Craignant la défaite, ils ont traversé la rivière par des radeaux portant des offrandes pour se réconcilier avec les incas. Viracocha fait semblant d’être indifférent mais les informe ensuite que, s'ils ne s’étaient pas rendus ce jour-là, il les aurait écrasés avec de larges radeaux dont il avait déjà ordonné la construction. À la suite de cela, ils font un accord de paix, et Viracocha offre l’une de ses femmes au sinchi (chef de guerre) Caytomarca en tant que cadeau.
Alors que les forces de Viracocha ne sont pas dans la capitale, un frère de Yahuar Huacac, le Willaq Umu (grand prêtre), assassine le raptine inca (un substitut du Sapa Inca en l'absence de ce dernier de la capitale) avec l'aide de certains membres de Hurin Cuzco. Cependant, il ne réussit pas à obtenir suffisamment de soutien du peuple ou du reste de la noblesse inca avant de finalement se suicider avec du poison, craignant la punition. Malgré cela, Viracocha reste mal à l'aise et décide de résoudre la menace en nommant en permanence le Willaq Umu lui-même, choisissant toujours des individus de la dynastie Hurin mais assurant leur loyauté à l'avance. Selon Guaman Poma, il veut également "brûler toutes les idoles et les huacas", mais Mama Runtu l'empêche en lui disant qu'il mourrait s'il enfreint les lois de ses ancêtres.
Une fois l’ordre rétabli, son gouvernement se concentre sur la création de nouvelles habitations, sur l’augmentation du nombre de chakras, l’agrandissement des bosquets molle et quinoal, et la production de textiles; des produits nécessaires dont il a besoin afin de compenser les services de  ses soldats et de ses serviteurs.
À cette époque la seigneurie de Lupaca et la seigneurie de Colla, de féroces rivaux dans la région de l’altiplano andin, deviennent de plus en plus puissants. Mais comme aucun des deux partis ne veut engager un conflit direct en raison de leur peur l’un de l’autre, ils ont plutôt cherché une alliance avec les Incas. Viracocha assure à tous deux son soutien, mais il appuie secrètement Curi, le seigneur des Lupacas. Sur son chemin vers le sud, Viracocha conquiert la seigneurie de Canchis, ne rencontrant que peu de résistance. En même temps leurs voisins Canas sont annexés pacifiquement, pour lesquels le souverain ordonne la construction d’un temple dédié au dieu Viracocha et il fait en sorte qu’ils ravitaillent les Incas dans la ville d’Ayaviri.
Le seigneur des Collas apprend l’alliance secrète et décide de confronter son ennemi Lupaca avant que ses alliés n’arrivent. La bataille qui s’engage alors à Paucarcolla est une victoire pour le seigneur Curi. Viracocha se dirige vers la scène pour recevoir son allié. La réunion entre les deux souverains a lieu à Chucuito, où ils se jurent une paix éternelle en partageant un qero (vase) de chicha.

### Inca Urco et les Chancas
Il nomme son fils préféré, Urco, co-souverain et successeur. D’autres disent qu’il a abdiqué en faveur d’Urco pour se retirer à Calca. La nomination d’Urco provoque un grand mécontentement au sein de la population,.
Son règne voit l'affrontement final avec la puissante tribu des Chancas. Mais les chroniqueurs sont divisés sur son rôle, certains comme Inca Garcilaso de la Vega racontent que c'est Yahuar Huacac, selon lui son père, qui, devant l'avancée des armées adverses, trouve refuge dans la citadelle de Calca. L'un de ses fils, Viracocha Inca, nommé ainsi à cause d'une vision qu'il aurait eue du dieu inca Viracocha, mobilise les tribus alliées et met les Chancas en déroute. Il dépose son père et renforce le pouvoir des Incas sur les hauts plateaux.
D'autres, comme Pedro Cieza de León ou Juan de Betanzos (es), pensent que c'est Viracocha qui s'est enfui et que c'est son fils Cusi Yupanqui, le futur Pachacutec, qui bat les Chancas.
Il existe aujourd'hui un relatif consensus dans ce sens, indiquant que, devant la poussée irrésistible des Chancas, c'est bien lui, Viracocha qui, vieillissant, avait fui la puissante armée ennemie, jugeant toute résistance impossible en l'état,.
« Accompagné de son jeune fils Urco auquel, contrairement à la coutume, il avait décidé de léguer le pouvoir, il se réfugia dans la forteresse sise au-dessus du village de Calca (es) », proche de la capitale du Cuzco qu'il abandonna aux Chancas.
C'est alors que Cusi Yupanqui (Pachacutec), un autre de ses fils, décide d'organiser la résistance et de défendre le Cuzco, avec l'aide d'une poignée de nobles issus de sa famille maternelle, et assisté par les deux généraux expérimentés de son père, Apu Maita et Wikakiraw (ou Vicaquirao),. Il rassemble sous son autorité tous les hommes valides qui avaient refusé de suivre le souverain dans sa retraite, et cherche l'appui de quelques communautés Kechwas de la vallée auxquelles il demande des contingents sans en obtenir beaucoup car celles-ci demeurent plutôt dans l'expectative (mais accourront peu après au secours de la victoire lorsqu'elle se dessinera).
Pour autant, cette tentative désespérée sera couronnée d'un succès totalement inattendu, car les Chancas, pourtant supérieurs en nombre, seront écrasés et Cuzco sera sauvé .
Il est à noter que certains historiens ont mis en cause le fait que Cusi Yupanqui (Pachacutec) soit le fils de Viracocha. María Rostworowski a émis la thèse que Pachacutec n’appartient pas à la panaca (lignée) de Viracocha mais à celle d’Iñaca Panaca , qui aurait été fondée par l’une des femmes de Manco Capac, du nom de Mama Huaco .

## Famille et descendance

### Avec Mama Runtu Qoya
Viracocha épouse Mama Runtu Qoya qui lui donne :
- Inqa Roqa ;
- Tupaq Yupanqui ;
- Kusi Yupanqui Pachacutec ;
- Qapaq Yupanqui;
- Wayna Yupanqui.

### Avec Curi Chulpa
Curi Chulpa est la concubine préférée de Viracocha:
- Inka Urqon
- Inka Sucsu